# هوارد ناثانيل لي
هوارد ناثانيل لي (بالإنجليزية: Howard Nathaniel Lee)‏ هو سياسي أمريكي، ولد في 28 يوليو 1934 في ليثونيا في الولايات المتحدة. حزبياً، نشط في الحزب الديمقراطي. وقد انتخب عضو مجلس ولاية كارولاينا الشمالية.